# Tibergs socken
Tibergs socken i Västergötland ingick i Vadsbo härad, uppgick 1758 i Bällefors socken, och området är sedan 1971 en del av Töreboda kommun.

## Administrativ historik
Socknen har medeltida ursprung. Namnet var före 1703 Hunnekulla socken. Före 1540 utbröts Ruda (Beatebergs) socken. Socknen uppgick 1758 i Bällefors socken. Församlingen ingick i Bällefors pastorat.